# Matti Helminen
Matti Helminen (Helsinki, 14 de agosto de 1975) es un ciclista finlandés que corría para el equipo Landbouwkrediet-Euphony.

## Biografía
En mayo de 2012, Matti Helminen dio positivo por Probenecid. La Federación Belga le suspendió por dos años. Helminen apeló esta decisión al Tribunal de Arbitraje Deportivo.

## Palmarés
| 2001 - 3.º en el Campeonato de Finlandia Contrarreloj 2002 - 3.º en el Campeonato de Finlandia Contrarreloj 2003 - Campeonato de Finlandia Contrarreloj 2005 - 3.º en el Campeonato de Finlandia Contrarreloj 2006 - Campeonato de Finlandia Contrarreloj - Chrono Champenois 2007 - Campeonato de Finlandia Contrarreloj 2008 - Campeonato de Finlandia Contrarreloj - 3.º en el Campeonato de Finlandia en Ruta 2009 - 2.º en el Campeonato de Finlandia Contrarreloj - 2.º en el Campeonato de Finlandia en Ruta | 2010 - Campeonato de Finlandia Contrarreloj 2011 - 2.º en el Campeonato de Finlandia Contrarreloj 2012 - Campeonato de Finlandia Contrarreloj 2015 - 2.º en el Campeonato de Finlandia Contrarreloj - 3.º en el Campeonato de Finlandia en Ruta 2017 - 2.º en el Campeonato de Finlandia Contrarreloj - 3.º en el Campeonato de Finlandia en Ruta 2019 - 2.º en el Campeonato de Finlandia Contrarreloj |